# Německo-polská státní hranice

Vývoj polských státních hranic ve 20. století, dnešní německo-polská hranice se nachází na levém okraji mapy, za červeným šrafovaným územím (které získalo Polsko v roce 1945)

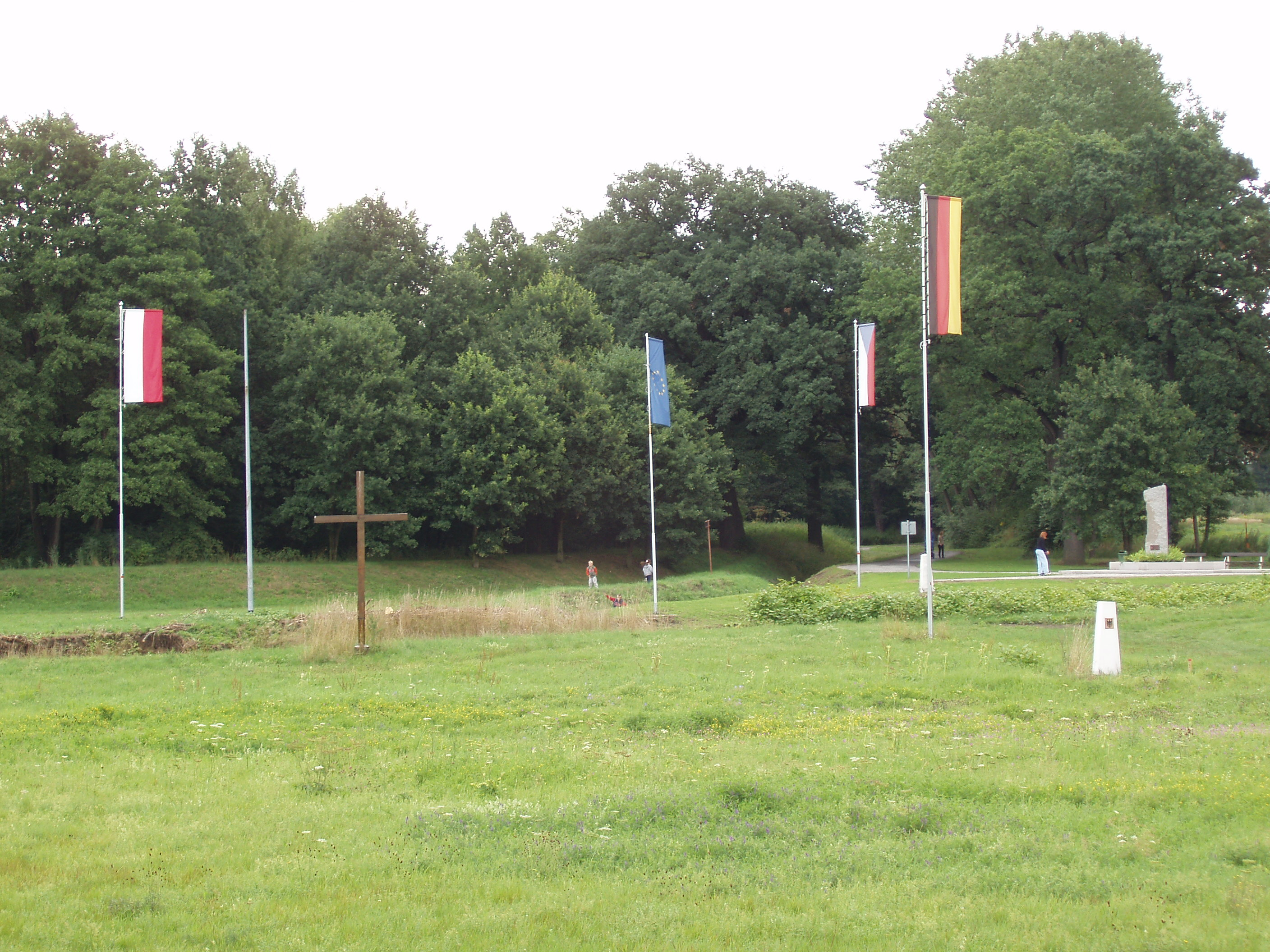
Česko-německo-polské trojmezí na Lužické Nise

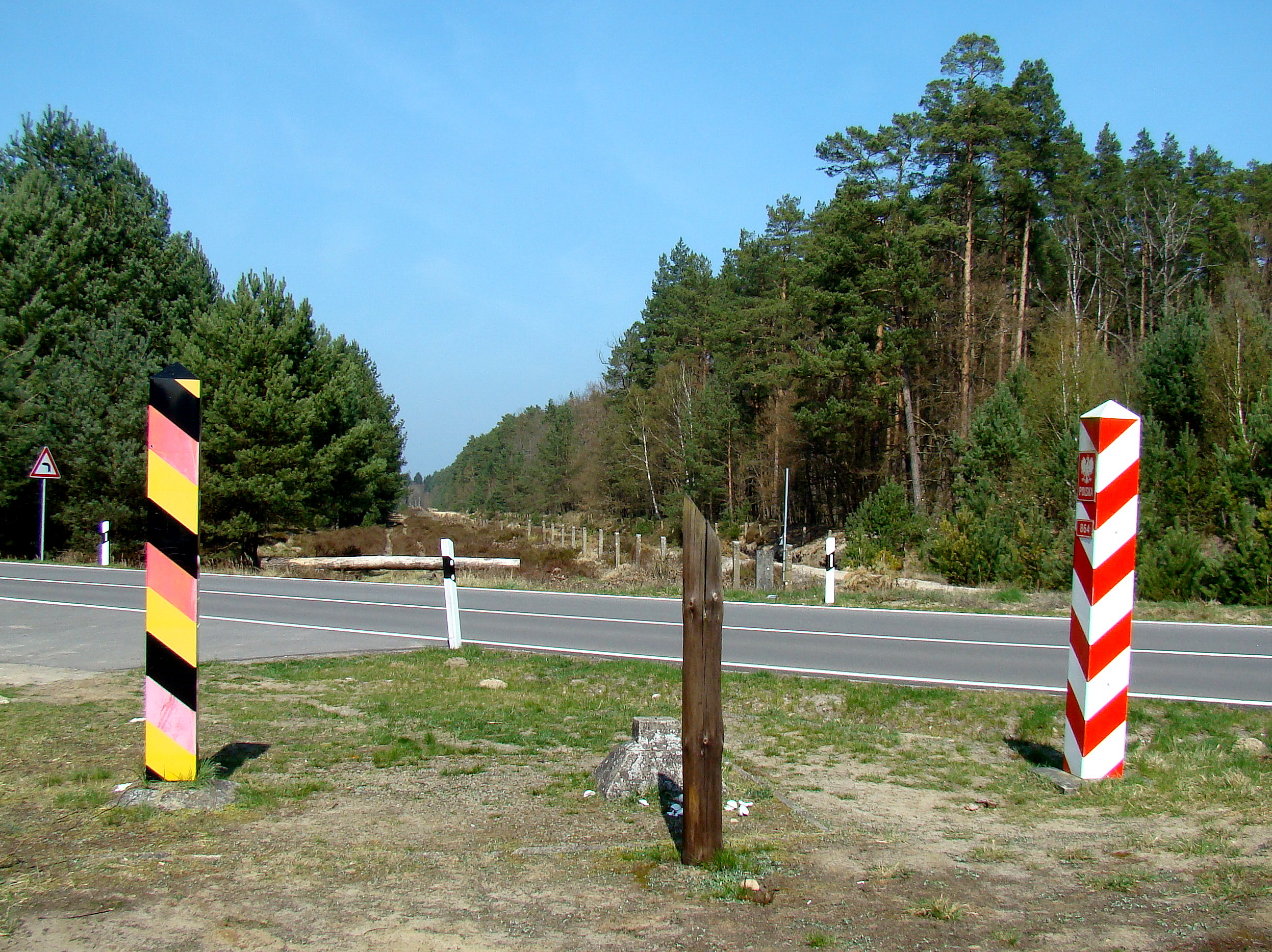
Německo-polská státní hranice, Hraniční kámen 864, (Puszcza Wkrzańska)

Německo-polská státní hranice, ve svém současném průběhu známá též jako Linie Odra-Nisa, je státní hranice mezi Německem a Polskem. Je vnitřní hranicí Evropské unie a Schengenského prostoru. Táhne se v délce 467 km. V celém svém průběhu je totožná s odpovídající částí bývalé státní hranice polsko-východoněmecké.
Nynější průběh polsko-německé státní hranice byl ustaven po skončení druhé světové války rozhodnutím postupimské konference. Následně byly provedeny drobné úpravy hranice ještě v roce 1945 a poté v roce 1951. Úplná delimitace hranic (včetně teritoriálních vod) byla dokončena v roce 1989.

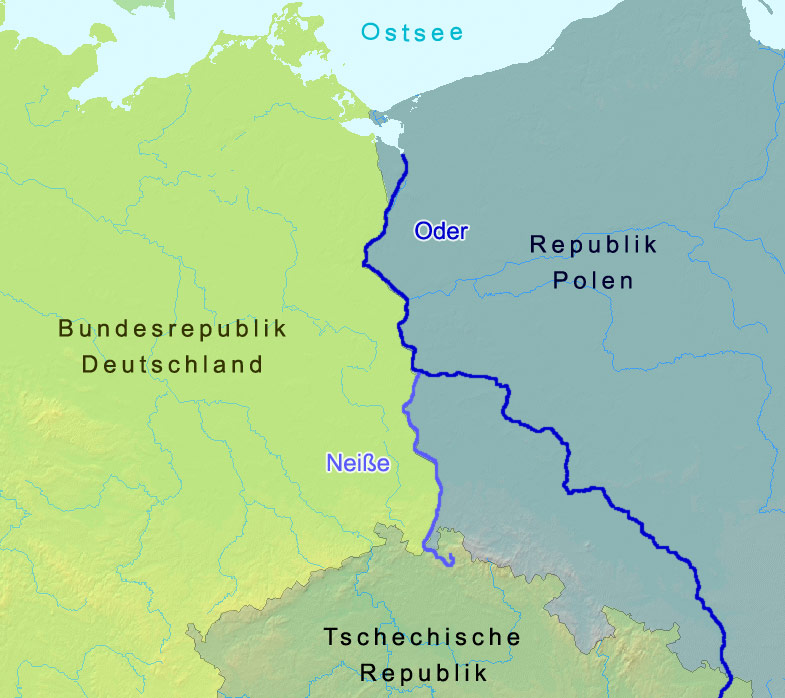
Aktuální Německo-polská hranice vedená řekami Odra-Nisa a pak na severu vedená po pevnině.

Před druhou světovou válkou se táhla hranice východněji, vzhledem k předchozí meziválečné poloze Polska; začínala v oblasti dnešní uhelné pánve nedaleko Katovic a Gliwic a pokračovala zhruba souběžně s hranicí polsko-československou k oblasti dnešní Lodže, aby se později stočila opět na východ až k městu Gdyně, kde měla polská meziválečná republika svůj hlavní přístav. Navíc je nutné také brát v ohledu i oblast Východního Pruska, která byla po druhé světové válce rozdělena mezi Polsko a Sovětský svaz. Německá hranice s Polskem byla proto v předválečné době mnohem delší než dnes. Navíc byla také místem sporů, neboť polská republika s odůvodněním existence národnostních menšin žádala části německého území za touto hranicí.

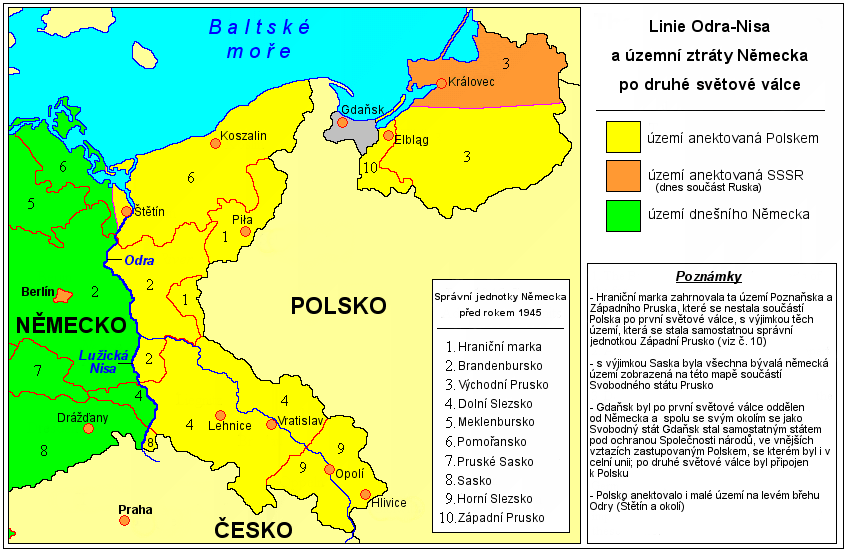
Mapa Německého území získaného Polskem po Druhé světové válce, s vyznačením státní hranice v linii Odra-Nisa

Po druhé světové válce, když byla ustanovena linie Odra-Nisa, nastalo v Německu mezi mnohými silné znepokojení, hlavně ze strany západní části státu, kde se sice denacifikací a pod správou spojenecké komise začalo vytvářet prostředí demokratické diskuze (na rozdíl od sovětské zóny, kde se moci začala chopit komunistická strana) ale i nadále byla zjevná politika revanšizmu ( Svaz vyhnanců). Dlouholetá německá území se stala součásti Polska a německé obyvatelstvo bylo odsunuto. O celé oblasti se mluvilo jako o „německém území pod polskou správou“ a celý problém byl vnímaný víceméně palčivě. Uznání linie Odra-Nisa ze strany Západního Německa za jeho východní hranici bylo hlavní podmínkou SSSR pod vedením Michaila Gorbačova pro přimluvení se za znovusjednocení Německa.

## Průběh
Německo-polská státní hranice počíná na česko-německo-polském trojmezí na řece Lužická Nisa. Táhne se jejím tokem okolo Žitavy na sever, protíná Zhořelec (dělíc jej na německý Görlitz a polský Zgorzelec) a bývalý Guben (dělíc jej na německý Guben a polský Gubin) a pokračuje až do soutoku Lužické Nisy s Odrou. Poté běží po toku Odry, protíná bývalý Frankfurt nad Odrou (dělíc jej na německý Frankfurt nad Odrou a polské Słubice) až k německé vesnici Staffelde, u které se od toku Odry odchyluje a běží blízko polského Štětína (dříve německý Stettin) a po zemi severně až do Baltského moře.